# Carex elata
Carex elata é uma espécie de planta com flor pertencente à família Cyperaceae. 
A autoridade científica da espécie é All., tendo sido publicada em Flora Pedemontana 2: 272. 1785.

## Portugal
Trata-se de uma espécie presente no território português, nomeadamente os seguintes táxones infraespecíficos:
- Carex elata subsp. reuteriana - presente em Portugal Continental. Em termos de naturalidade é endémica da Península Ibérica. Não se encontra protegida por legislação portuguesa ou da Comunidade Europeia.
- Carex elata subsp. elata - presente em Portugal Continental. Em termos de naturalidade é nativa da região atrás referida. Não se encontra protegida por legislação portuguesa ou da Comunidade Europeia.